# IGEM
A competição internacional de engenharia de sistemas biológicos, o iGEM (International Genetically Engineered Machine), foi criada em 2003 pelo MIT  e, anualmente, promove o encontro de equipes de universidades de todo o mundo, que apresentam seus projetos de Biologia sintética. O objetivo das equipes é a criação de dispositivos biológicos inovadores que permitam a solução de problemas humanos relevantes, seja na área da saúde, de biocombustíveis, preservação ambiental, produção de alimentos, manufaturas e outros. Inicialmente, a competição era exclusivamente para alunos de graduação, mas hoje conta com divisões especiais para alunos do ensino médio, empreendedores e programadores de software.

## Detalhes da competição
Cada equipe recebe em sua universidade um kit contendo trechos de DNA padronizados (chamados Biobricks) que possuem funções bem determinadas e documentadas. Por meio da ordenação sequencial dessas partes de DNA, que se ligam como peças de lego, os alunos terão alguns meses para construir um material genético inédito e capaz de solucionar o problema que eles inicialmente propuseram. Bactérias, leveduras ou células de mamíferos, podem ser utilizadas como "chassi" do material genético a ser testado, além de sistemas que não utilizam células ("cell-free").
Ao final do ano os alunos deverão participar do encontro regional do iGEM, chamado Jamboree, que irá selecionar os finalistas para a grande competição no MIT. Durante esse evento cada equipe terá 15 minuto para realizar uma apresentação oral para os avaliadores. Além disso, as equipes também deverão apresentar um pôster e criar uma página na internet do tipo Wiki - essa deverá registrar o passo-a-passo dos alunos utilizando uma linguagem acessível para todos os públicos. Ao final da competição, dependendo do quanto a equipe conseguir realizar, poderá receber medalha de ouro, prata e bronze. Poderá receber também prêmio especiais, como a melhor apresentação, o melhor pôster, melhor projeto em sua área de atuação ou da região, e se for a melhor equipe de toda a competição leva para sua universiade o "Biobrick" de prata.
Randy Rettberg, um engenheiro que já trabalhou em companhias de tecnologia como Apple, Sun and BBN, é o diretor da competição.

## Formação da equipe
Cada equipe é formada por alunos e professores da instituição que eles representam, de qualquer curso. Aconselha-se uma relação entre graduação e pós graduação de dois para um, respectivamente. É preciso no mínimo dois professores na equipe. Os membros são identificados como:
- Alunos de graduação
- Alunos de pós graduação (advisors)
- Professores orientadores (instructors)

## Objetivos gerais
Além do desenvolvimento de projetos específicos, os objetivos mais amplos do iGEM incluem:
- A criação e o compartilhamento aberto e transparente de ferramentas para a engenharia biológica. [3][4]
- A promoção de reflexões sobre a sociedade no contexto do desenvolvimento da biologia sintética, com considerações sobre produtividade e biossegurança.[5]

A abordagem do iGEM é tida como uma maneira inovadora de despertar o interesse de estudantes pela biologia moderna e desenvolver novos aprendizados.

## Resultados da competição

### Ensino Médio

Ganhadores por país, categoria Ensino Médio.
1 título
2 títulos
3 títulos
4 títulos

| 2020 | TAS Taipei                                                       | GreatBay SCIE                                                    |                                                                  | iGEM 2020                                                        |                                                                  |                                                                  |
| 2019 | GreatBay SZ                                                      |                                                                  |                                                                  | iGEM 2019                                                        |                                                                  |                                                                  |
| 2018 | GreatBay China                                                   |                                                                  |                                                                  | iGEM 2018                                                        |                                                                  |                                                                  |
| 2017 | TAS Taipei                                                       |                                                                  |                                                                  | iGEM 2017                                                        |                                                                  |                                                                  |
| 2016 | HSiTAIWAN                                                        |                                                                  |                                                                  | iGEM 2016                                                        |                                                                  |                                                                  |
| 2015 | TAS Taipei                                                       |                                                                  |                                                                  | iGEM HS 2015                                                     |                                                                  |                                                                  |
| 2014 | CSIA-SouthKorea                                                  | TP CC-SanDiego                                                   | TAS Taipei                                                       | iGEM HS 2014                                                     |                                                                  |                                                                  |
| 2013 | Lethbridge Canada                                                | AUC Turkey                                                       | CIDEB-UANL Mexico                                                | iGEM HS 2013                                                     |                                                                  |                                                                  |
| 2012 | Heidelberg LSL                                                   | NC School of Sci Math                                            | CIDEB-UANL Mexico                                                | iGEM HS 2012                                                     |                                                                  |                                                                  |
| 2011 | Não havia uma categoria distinta de pós-graduação antes de 2012. | Não havia uma categoria distinta de pós-graduação antes de 2012. | Não havia uma categoria distinta de pós-graduação antes de 2012. | Não havia uma categoria distinta de pós-graduação antes de 2012. | Não havia uma categoria distinta de pós-graduação antes de 2012. | Não havia uma categoria distinta de pós-graduação antes de 2012. |

### Graduação

Ganhadores por país - graduação.
1 Title
2 Titles
3 Titles

|      | Primeiro lugar                                  | Segundo lugar                                   | Terceiro lugar                                  | Quarto lugar                                    | Quinto lugar                                    | Sexto lugar                                     | Complete Results   |
| ---- | ----------------------------------------------- | ----------------------------------------------- | ----------------------------------------------- | ----------------------------------------------- | ----------------------------------------------- | ----------------------------------------------- | ------------------ |
| 2020 | Vilnius-Lithuania                               | Toulouse INSA-UPS                               | XMU China                                       |                                                 |                                                 |                                                 | iGEM 2020          |
| 2019 | NCKU Tainan                                     | Calgary                                         | TU Kaiserslautern                               |                                                 |                                                 |                                                 | iGEM 2019          |
| 2018 | Valencia                                        | UC San Diego                                    | SZU-China                                       |                                                 |                                                 |                                                 | iGEM 2018          |
| 2017 | Vilnius-Lithuania                               | William and Mary                                | Heidelberg                                      |                                                 |                                                 |                                                 | iGEM 2017          |
| 2016 | Imperial                                        | Sydney Australia                                | SCAU-China                                      |                                                 |                                                 |                                                 | iGEM 2016          |
| 2015 | William and Mary                                | Czech Republic                                  | Heidelberg                                      |                                                 |                                                 |                                                 | iGEM 2015          |
| 2014 | Heidelberg                                      | Imperial                                        | NCTU Formosa                                    |                                                 |                                                 |                                                 | iGEM 2014          |
| 2013 | Heidelberg                                      | TU Munich                                       | Imperial                                        |                                                 |                                                 |                                                 | iGEM 2013          |
| 2012 | Groningen                                       | Ljubljana                                       | Paris Bettencourt                               | LMU Munich                                      |                                                 |                                                 | iGEM 2012          |
| 2011 | Washington                                      | Imperial                                        | ZJU China                                       | MIT                                             |                                                 |                                                 | iGEM 2011          |
| 2010 | Ljubljana                                       | Peking                                          | BCCS Bristol                                    | Cambridge                                       | Imperial                                        | TU Delft                                        | iGEM 2010          |
| 2009 | Cambridge                                       | Heidelberg                                      | Valencia                                        | Freiburg                                        | Groningen                                       | Imperial                                        | iGEM 2009          |
| 2008 | Ljubljana                                       | Freiburg                                        | Caltech                                         | Harvard                                         | NYMU Taipei                                     | UC Berkeley                                     | iGEM 2008          |
| 2007 | Peking                                          | Paris                                           | Ljubljana                                       | UC Berkeley                                     | UCSF                                            | USTC                                            | iGEM 2007          |
| 2006 | Ljubljana                                       | Imperial                                        | Princeton                                       |                                                 |                                                 |                                                 | iGEM 2006          |
| 2005 | Não havia ganhadores específicos antes de 2006. | Não havia ganhadores específicos antes de 2006. | Não havia ganhadores específicos antes de 2006. | Não havia ganhadores específicos antes de 2006. | Não havia ganhadores específicos antes de 2006. | Não havia ganhadores específicos antes de 2006. | iGEM 2005          |
| 2004 |                                                 |                                                 |                                                 |                                                 |                                                 |                                                 | IAP 2004, SBC 2004 |
| 2003 |                                                 |                                                 |                                                 |                                                 |                                                 |                                                 | IAP 2003           |

### Pós Graduação

Ganhadores por país - pós graduação.
1 título
2 títulos
3 títulos

|      | Primeiro lugar                                                   | Segundo lugar                                                    | Terceiro lugar                                                   | Resultados completos                                             |
| ---- | ---------------------------------------------------------------- | ---------------------------------------------------------------- | ---------------------------------------------------------------- | ---------------------------------------------------------------- |
| 2020 | Leiden                                                           | Aachen                                                           |                                                                  | iGEM 2020                                                        |
| 2019 | EPFL                                                             | Wageningen UR                                                    |                                                                  | iGEM 2019                                                        |
| 2018 | Marburg                                                          | Munich                                                           |                                                                  | iGEM 2018                                                        |
| 2017 | TU Delft                                                         | Munich                                                           |                                                                  | iGEM 2017                                                        |
| 2016 | Munich                                                           | Wageningen UR                                                    |                                                                  | iGEM 2016                                                        |
| 2015 | TU Delft                                                         | BGU Israel                                                       |                                                                  | iGEM 2015                                                        |
| 2014 | UC Davis                                                         | Wageningen                                                       | TU Darmstadt                                                     | iGEM 2014                                                        |
| 2013 | Paris Bettencourt                                                | Bielefeld                                                        | Sun Yat-sen                                                      | iGEM 2013                                                        |
| 2012 | Não havia uma categoria distinta de pós-graduação antes de 2013. | Não havia uma categoria distinta de pós-graduação antes de 2013. | Não havia uma categoria distinta de pós-graduação antes de 2013. | Não havia uma categoria distinta de pós-graduação antes de 2013. |